# Wolkenberg
Wolkenberg is een natuurgebied op de oostoever van de rivier de Eem bij Baarn in de provincie Utrecht. Natuurmonumenten is eigenaar/beheerder van het gebied dat ligt ingeklemd tussen het Zuidereind en de Eem; het ligt ten zuiden van Rijksweg 1 tegenover de oostelijke bebouwingsrand Eemdal van Baarn.
Het gebied is genoemd naar de buitendijkse gronden in de maten bij boerderij Wolkenberg aan de Eemlandsedijk. In het verleden zorgden sloten bij hoge waterstanden voor een snelle afvoer van het water naar de Eem. Na de omvorming tot natuurgebied wordt het water langer in het gebied gehouden. Dit zorgt, samen met het afgraven van de bovenste bodemlaag, voor vernatting waardoor de natuur meer kansen krijgt. De vochtige en bloemrijke graslanden en rietpartijen maken vestiging van specifieke planten- en dierensoorten mogelijk.

## Dijkverzwaring en natuurcompensatie
Het waterschap Vallei en Veluwe vergroef het gebied in 2015 voor de verzwaring van de dijk die de primaire waterkering is langs de Eem. Uit de hooilanden ('maten') weggegraven klei werd gebruikt voor de versterking van de Eemlandsedijk en de Slaagsedijk. Ter compensatie van de bij de dijkverzwaring ontstane schade werden riet en bomen aangeplant en krijgen de dijken de kans zich te ontwikkelen tot bloemrijke graslanden. Door afgraving is het maaiveld verlaagd waardoor het grondwater dichter aan de oppervlakte komt en het gebied veel natter is geworden. Na verwijdering van de voedselrijke bovenlaag bleef een niet vermeste bodem achter. Hierdoor krijgt de specifieke vroeger in het gebied voorkomende begroeiing weer een kans.
Natte natuur werd verder verkregen door het maken van poelen en door langs de rivier een nevengeul te graven. De nevengeul is meestromend want hij staat in directe verbinding met de Eem. De geul is mede bedoeld als kraamkamer voor vissen, en de poelen vormen een biotoop voor ringslangen en amfibieën zoals de rugstreeppad. Ook kleine zoogdieren en veel insecten, waaronder vlinders, hebben door de ingrepen meer kansen gekregen in de uiterwaarden van de Eem. Door de ingrepen is het belang van de Eem als onderdeel van het Natuurnetwerk Nederland kwalitatief vergroot nu ook de Wolkenberg er deel van uitmaakt.
De recreatieve waarde van het gebied werd onder andere vergroot door bruggetjes over de nevengeul. Deze zijn opgenomen in het Netelenburchpad, een klompenpad dat door het gebied loopt en onderdeel is van het Zuiderzeepad.

## Zie ook

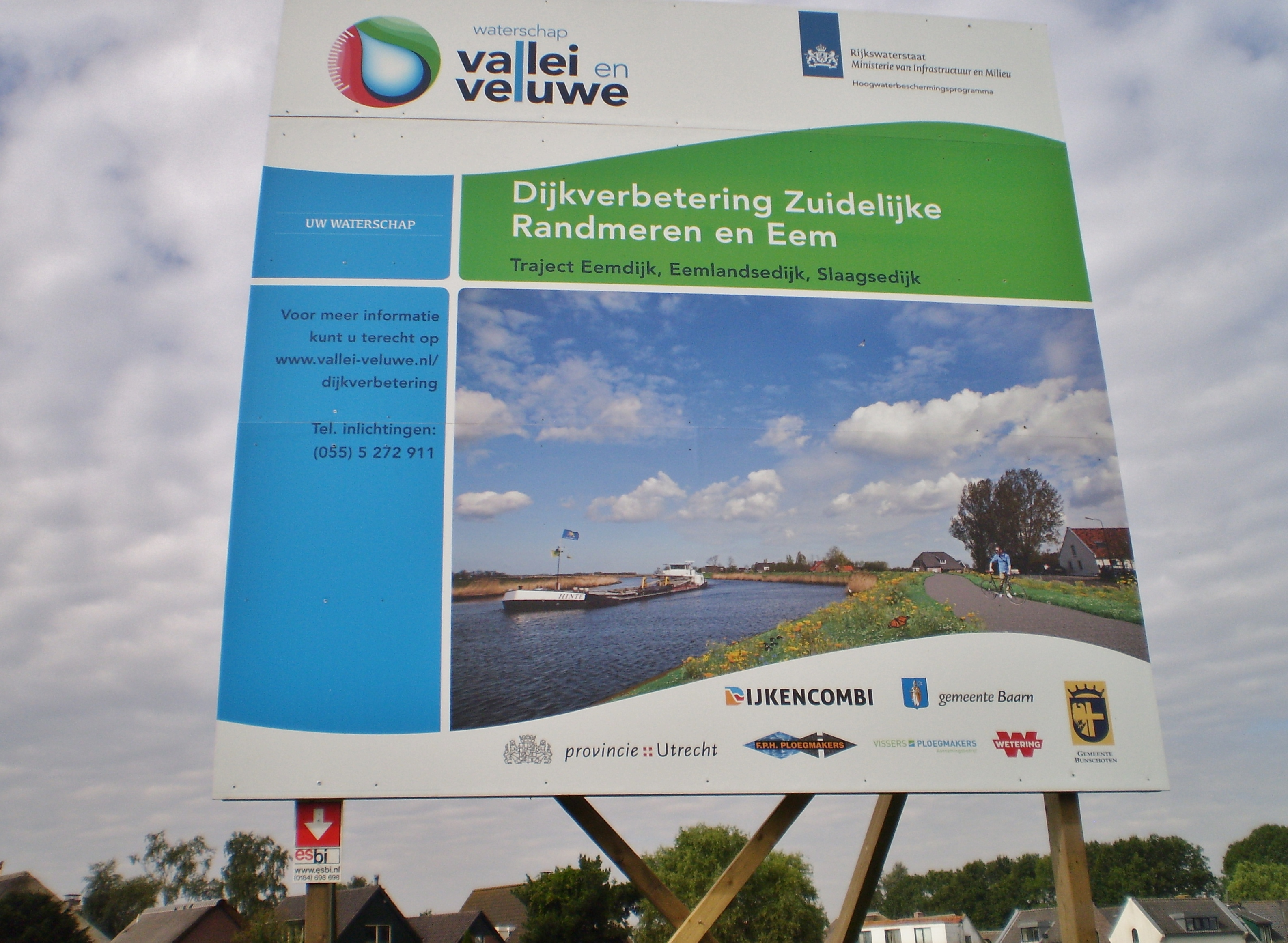
Dijkverbetering Zuidelijke Randmeren en Eem
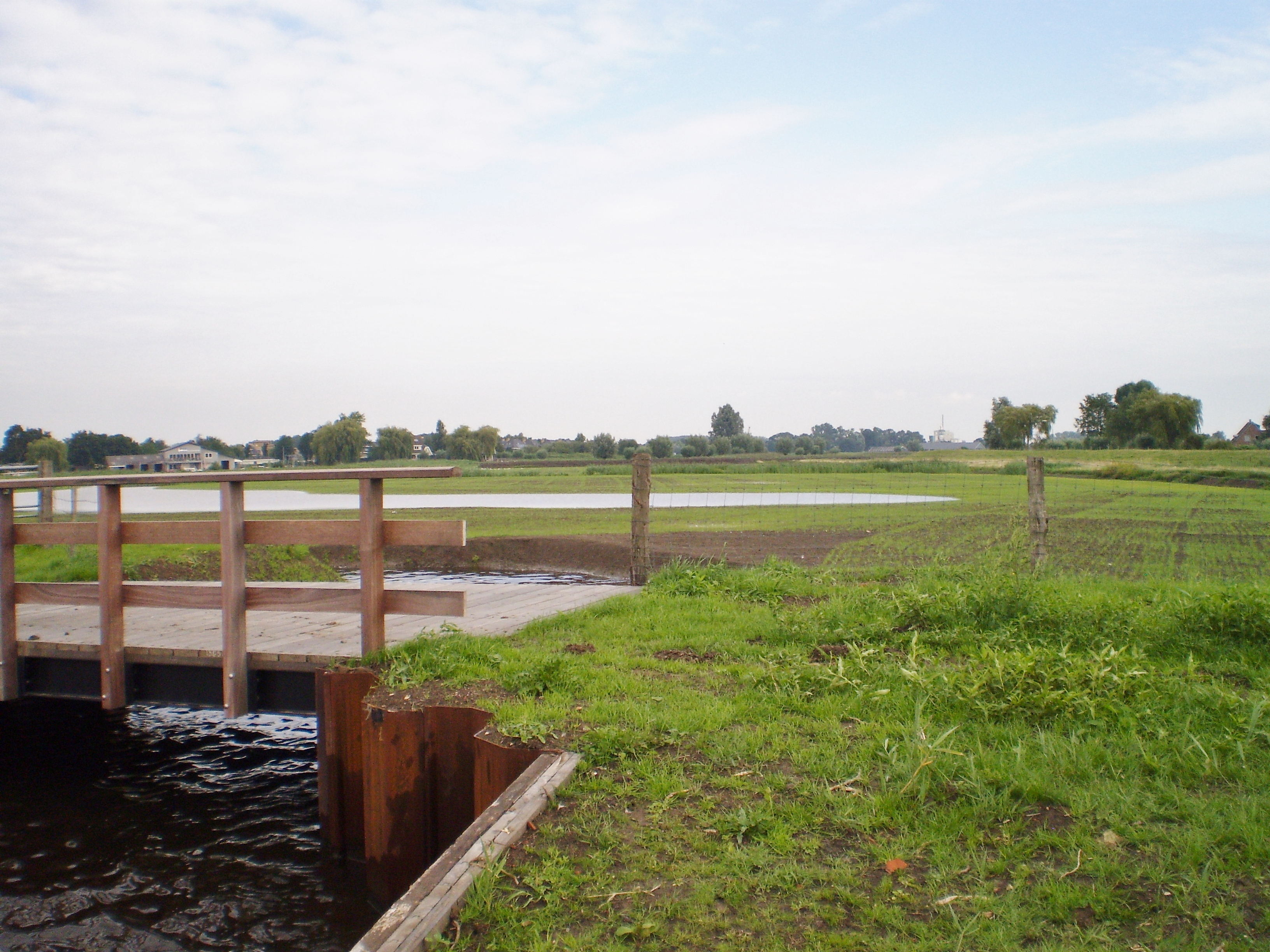
Wolkenberg in verbinding met de Eem
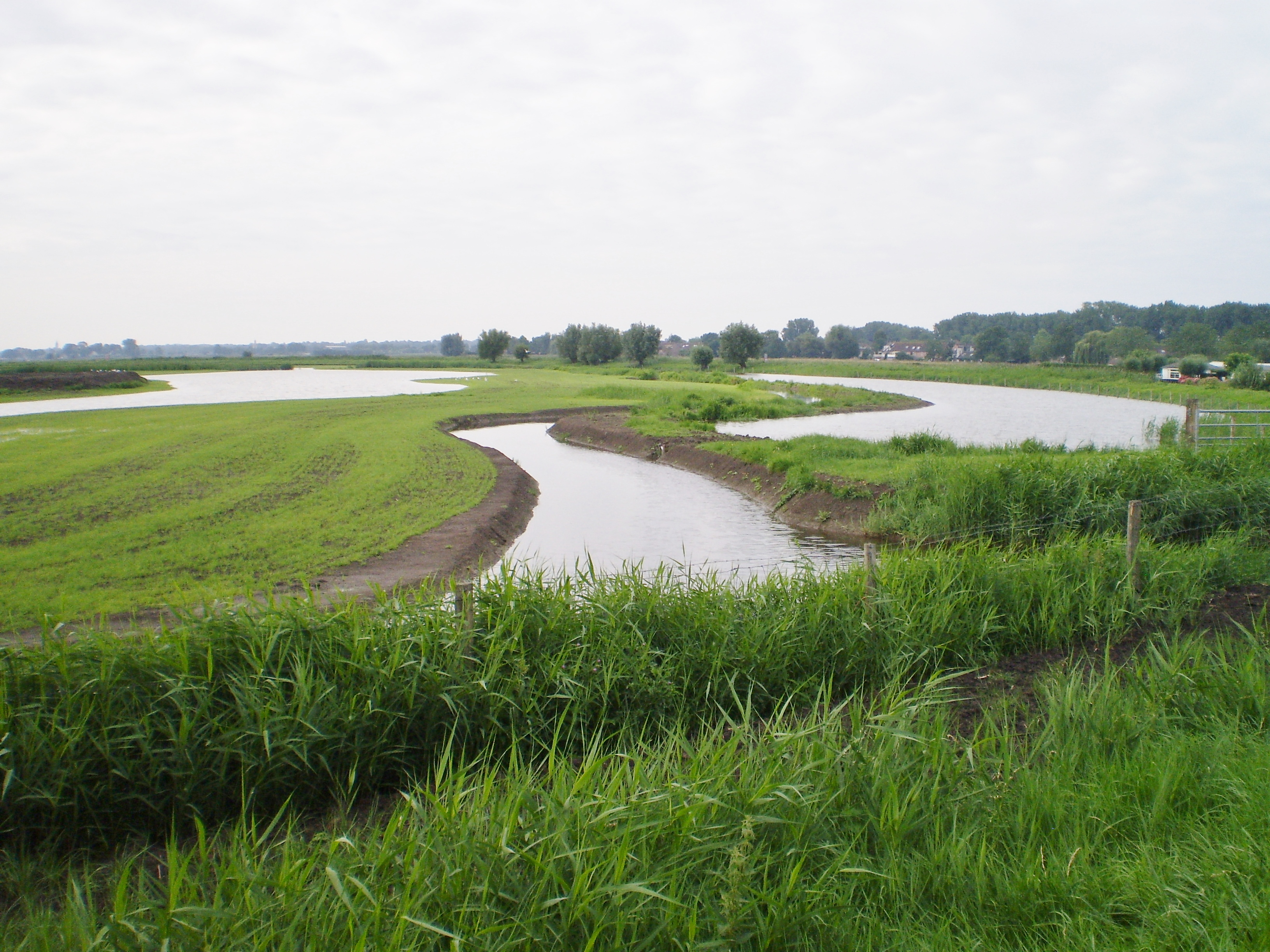
Wolkenberg in zuidelijke richting
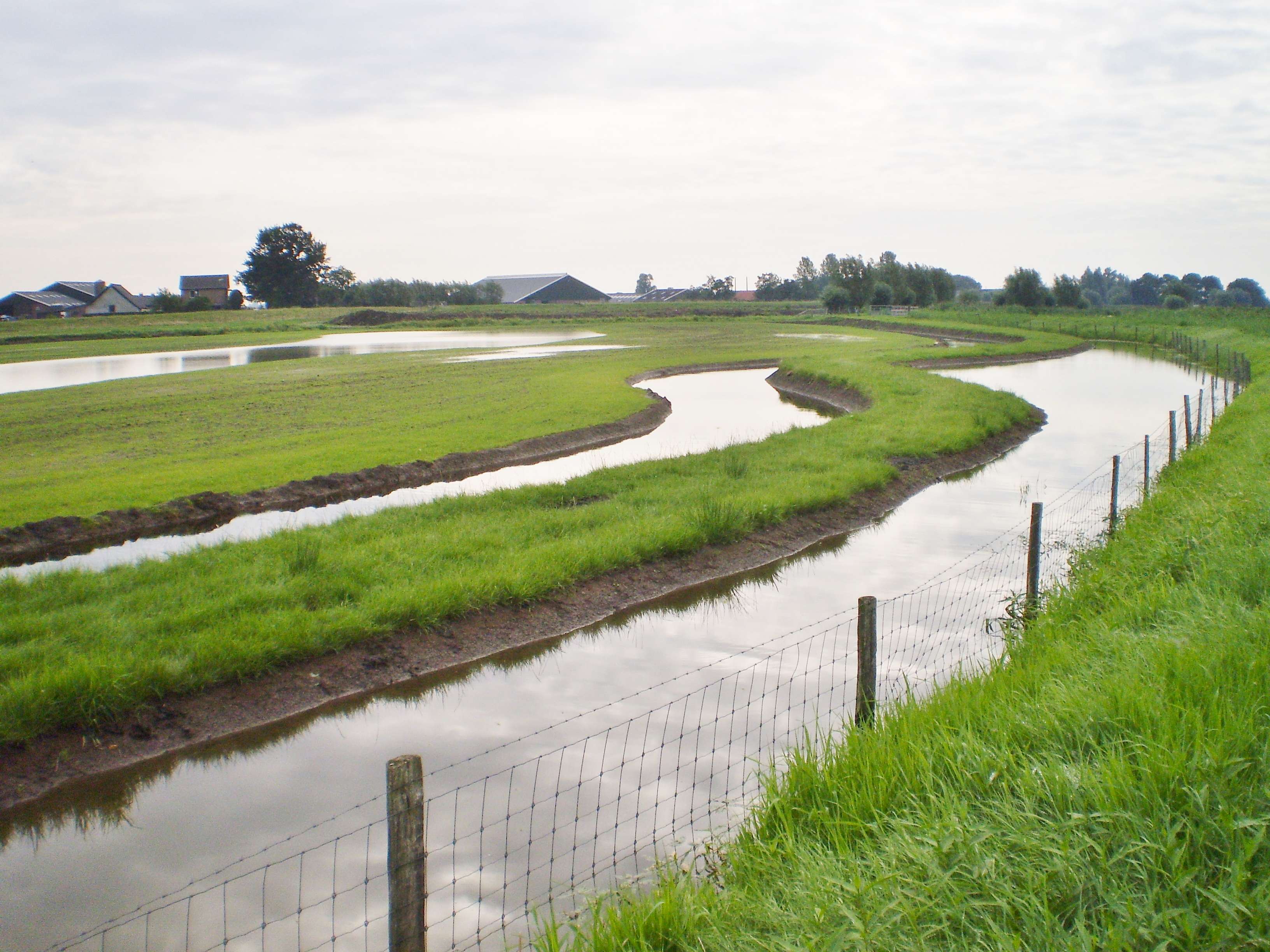
Wolkenberg in zuidelijke richting